# Organi della basilica di Santa Maria Maggiore
Nella basilica di Santa Maria Maggiore a Roma si trovano cinque organi a canne:

## Storia
Il primo organo risulta presente già nel 1402 sostituito con uno di alta qualità nella seconda metà del Quattrocento. Questi fu oggetto di restauro dal tedesco Bernardo. Il primo maestro dal 9 maggio 1483 all'aprile del 1484 risulta essere il figlio di un militare Bettino da Almenno, certo Franchino Gaffurio. Questi dovette lasciare l'incarico perché chiamato a Milano presso il duomo. Un ulteriore organista celebre fu Bartolomeo Muzio che rimase presso la basilica un triennio, fino al 1564.

## Gli organi
- l'organo maggiore fu realizzato nel 1955 su commissione di papa Pio XII dalla ditta Mascioni (opus 720) e sostituisce uno strumento più antico, costruito nel 1716 da Cesare Catarinozzi che venne ricollocato nella parrocchiale di Aliforni (frazione di San Severino Marche, MC), ove si trova tuttora. L'organo Mascioni si articola in due corpi sulle cantorie del transetto, ai lati del presbiterio, e dispone di 72 registri su tre manuali e pedale.
- L'organo corale, situato a pavimento nel tratto terminale della navata laterale sinistra, è opera di Giuseppe Migliorini e risale al 1932; ha 7 registri su unico manuale e pedale, è integralmente racchiuso entro cassa espressiva ed è a trasmissione elettrica.
- L'organo della cappella Paolina si trova nel coretto di destra del braccio d'ingresso; fu costruito nel 1910 da Natale Balbiani ed è a trasmissione pneumatica, con 7 registri su unico manuale e pedale.
- Nella cappella Sistina vi è a pavimento un organo positivo meccanico della ditta Mayer, risalente al 1980 ed installato nel 2017 dalla Bottega Organaria Pronestì; ha 6 registri su unico manuale e pedale.
- L'organo della cappella Sforza fu costruito da Anneessens & Ruyssers nel 1900 e ricostruito da Francesco Zanin nel 2005; è a trasmissione elettrica, con 7 registri su unico manuale e pedale, e si trova entro una nicchia sopraelevata lungo il lato destro dell'ambiente.

## Organo maggiore
L'organo della basilica di Santa Maria Maggiore è collocato nelle due testate del transetto ed è opera della famiglia Mascioni. Realizzato nel 1955 su commissione di papa Pio XII, sostituisce un più antico organo, collocato sulla cantoria destra del transetto, realizzato nel 1716 dal sublacense Cesare Catarinozzi ed ampliato nell'Ottocento da una pedaliera scavezza a leggio di 18 note (Do1-La2). L'organo non fu demolito, ma rimosso dalla sua collocazione originaria nel 1911 e trasferito nella Parrocchiale di Aliforni (frazione di San Severino Marche, in provincia di Macerata). Di seguito la sua disposizione fonica:
| Manuale       |                |
| Flauto in XII | 2.2/3' Soprani |
| Principale    | 8'             |
| Principale    | 8' Bassi       |
| Ottava        | 4'             |
| XV            | 2'             |
| XIX           | 1.1/3'         |
| XXII          | 1'             |
| XXVI          | 2/3'           |
| XXIX          | 1/2'           |

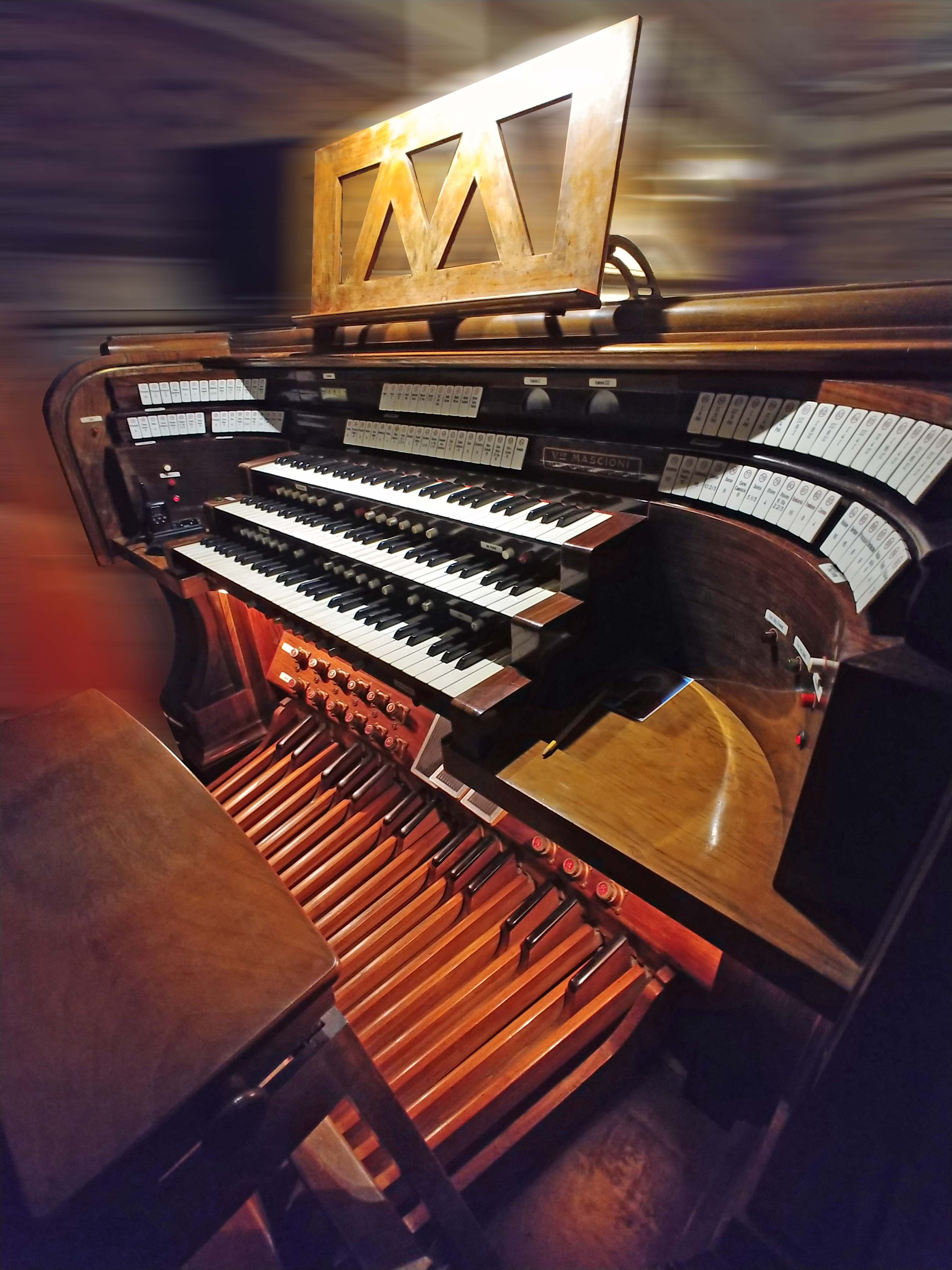
La consolle principale

L'organo Mascioni è a trasmissione elettro-pneumatica e si articola in due corpi contrapposti, il prospetto di ciascuno dei quali è composto dalle canne di facciata disposte in tre cuspidi, delle quali quella centrale più ampia: a sinistra vi sono la sezione aperta del Positivo (primo manuale), l'Espressivo (terzo manuale) e parte del Pedale; a destra, invece, la sezione espressiva del Positivo, il Grand'Organo (secondo manuale) e la sezione restante del Pedale. Sulla cantoria di sinistra si trova la consolle principale, dotata di tre manuali e pedaliera, con i registri azionati da placchette a bilico disposte su più file ai lati e al di sopra dei manuali. La disposizione fonica, dettata da Ferruccio Vignanelli, è la seguente:
| I - Positivo              |        |
| aperto                    |        |
| Principale                | 8'     |
| Flauto aperto             | 8'     |
| Dolce                     | 8'     |
| Corno di camoscio         | 4'     |
| Decima quinta             | 2'     |
| Ripieno 4 file            | 1.1/3' |
| Tromba dolce              | 8'     |
| Unda maris                | 8'     |
| espressivo                |        |
| Principale                | 8'     |
| Corno notte               | 8'     |
| Viola                     | 8'     |
| Flauto camino             | 4'     |
| Nazardo                   | 2.2/3' |
| Flagioletto               | 2'     |
| Terza                     | 1.3/5' |
| Cornetto combinato 5 file | 8'     |
| Cromorno                  | 8'     |
| Tremolo                   |        |

| I - Grand'Organo  |        |
| Principale        | 16'    |
| Principale I      | 8'     |
| Principale II     | 8'     |
| Flauto cuneiforme | 8'     |
| Dulciana          | 8'     |
| Ottava            | 4'     |
| Flauto cuspide    | 4'     |
| Duodecima         | 2.2/3' |
| Decima quinta     | 2'     |
| Ripieno 4 file    | 2'     |
| Ripieno 5 file    | 1'     |
| Controfagotto     | 16'    |
| Tromba            | 8'     |
| Voce umana        | 8'     |

| III - Espressivo              |        |
| Bordone                       | 16'    |
| Principale stentor            | 8'     |
| Principale                    | 8'     |
| Bordone                       | 8'     |
| Viola gamba                   | 8'     |
| Salicionale                   | 8'     |
| Ottava                        | 4'     |
| Flauto armonico               | 4'     |
| Flauto in XII                 | 2.2/3' |
| Silvestre                     | 2'     |
| Decima quinta                 | 2'     |
| Decimino                      | 1.3/5' |
| Ripieno 4 file                | 1.1/3' |
| Sesquialtera combinata 3 file | 2.2/3' |
| Tuba forte sonorità           | 8'     |
| Tromba armonica               | 8'     |
| Oboe                          | 8'     |
| Clarinetto                    | 8'     |
| Voce celeste                  | 8'     |
| Coro viole 3 file             | 8'     |
| Voce corale                   | 8'     |
| Tremolo                       |        |

| Pedale         |         |
| Acustico       | 32'     |
| Contrabbasso   | 16'     |
| Subbasso       | 16'     |
| Quinta         | 10.2/3' |
| Basso          | 8'      |
| Corno camoscio | 8'      |
| Quinta         | 5.1/3'  |
| Ottava         | 4'      |
| Ripieno 6 file | 2.2/3'  |
| Bombarda       | 16'     |
| Trombone       | 8'      |
| Clarone        | 4'      |

| Pedale      |     |
| Violone     | 16' |
| Bordone     | 16' |
| Principale  | 8'  |
| Bordoncino  | 8'  |
| Violoncello | 8'  |
| Flauto      | 4'  |
| Ottavino    | 2'  |

Sulla cantoria di destra, vi è una consolle ausiliaria; essa comanda parte del relativo corpo d'organo ed ha due tastiere e pedaliera, con la seguente disposizione fonica:
| I - Grand'Organo  |        |
| Principale        | 16'    |
| Principale I      | 8'     |
| Principale II     | 8'     |
| Flauto cuneiforme | 8'     |
| Dulciana          | 8'     |
| Ottava            | 4'     |
| Flauto cuspide    | 4'     |
| Duodecima         | 2.2/3' |
| Decima quinta     | 2'     |
| Ripieno 4 file    | 2'     |
| Ripieno 5 file    | 1'     |
| Controfagotto     | 16'    |
| Tromba            | 8'     |
| Voce umana        | 8'     |

| II - Positivo espressivo |        |
| Principale               | 8'     |
| Corno notte              | 8'     |
| Viola                    | 8'     |
| Flauto camino            | 4'     |
| Nazardo                  | 2.2/3' |
| Flagioletto              | 2'     |
| Terza                    | 1.3/5' |
| Cromorno                 | 8'     |
| Tremolo                  |        |

| Pedale         |     |
| Contrabbasso   | 16' |
| Subbasso       | 16' |
| Basso          | 8'  |
| Corno camoscio | 8'  |

## Organo corale
A pavimento nella navata laterale di sinistra, a lato dell'ingresso della cappella Paolina, si trova un organo a canne mobile di modeste dimensioni, costruito nel 1932 da Giuseppe Migliorini; inizialmente collocato nei pressi degli stalli lignei del coro, fu trasferito nel 1955 nell'attuale collocazione da Libero Rino Pinchi, e contestualmente elettrificato. Lo strumento ha 7 registri su un unico manuale e pedale, e il suo materiale fonico è integralmente racchiuso entro cassa espressiva. La disposizione fonica è la seguente:
| Manuale espressivo |          |
| Principale         | 8'       |
| Ottava             | 4'       |
| Pieno              | 3-5 file |
| Viola              | 8'       |
| Coro viole         | 8'       |
| Flauto             | 4'       |

| Pedale espressivo |     |
| Bordone           | 16' |

## Organo della cappella Paolina

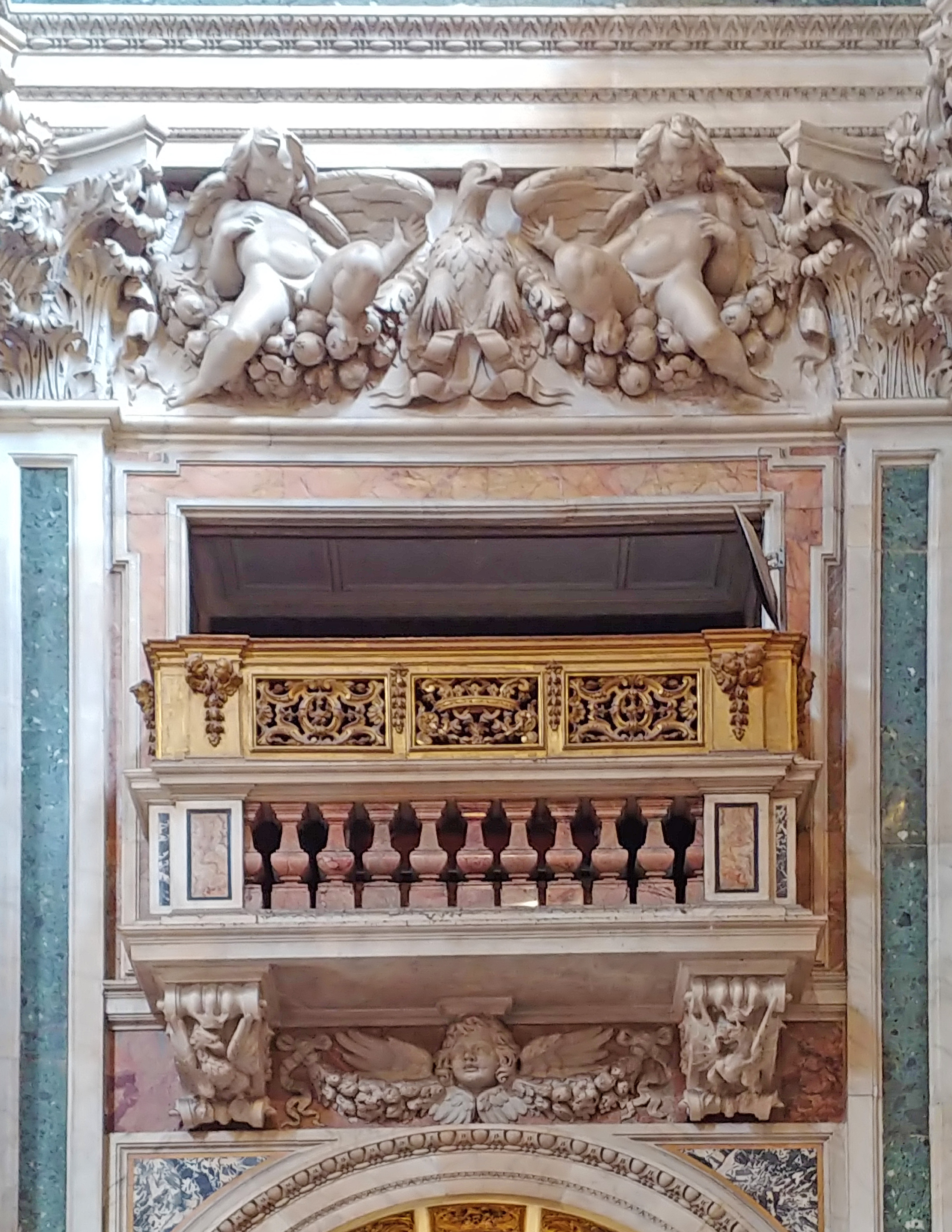
Il coretto dell'organo della cappella Paolina

Nella cappella Paolina, si trova un organo a canne costruito da Natale Balbiani nel 1910. Lo strumento, collocato sopra una cantoria alla destra dell'ingresso della cappella, ha una tastiera unica di 56 note ed una pedaliera di 27. Nel 2018 la Bottega Organaria Pronestì si è occupata dei lavori di revisione dello strumento collegando via cavo una consolle a pavimento sul lato sinistro della Cappella, la quale aggancia i comandi dell'organo pur mantenendo integra la trasmissione che rimane utilizzabile indipendentemente tramite la consolle storica. A trasmissione pneumatica tubolare, ha la seguente disposizione fonica:
| Manuale    |        |
| Principale | 8'     |
| Viola      | 8'     |
| Ottava     | 4'     |
| Flauto     | 4'     |
| Pieno      | 5 file |

| Pedale   |     |
| Subbasso | 16' |

## Organo della cappella Sistina

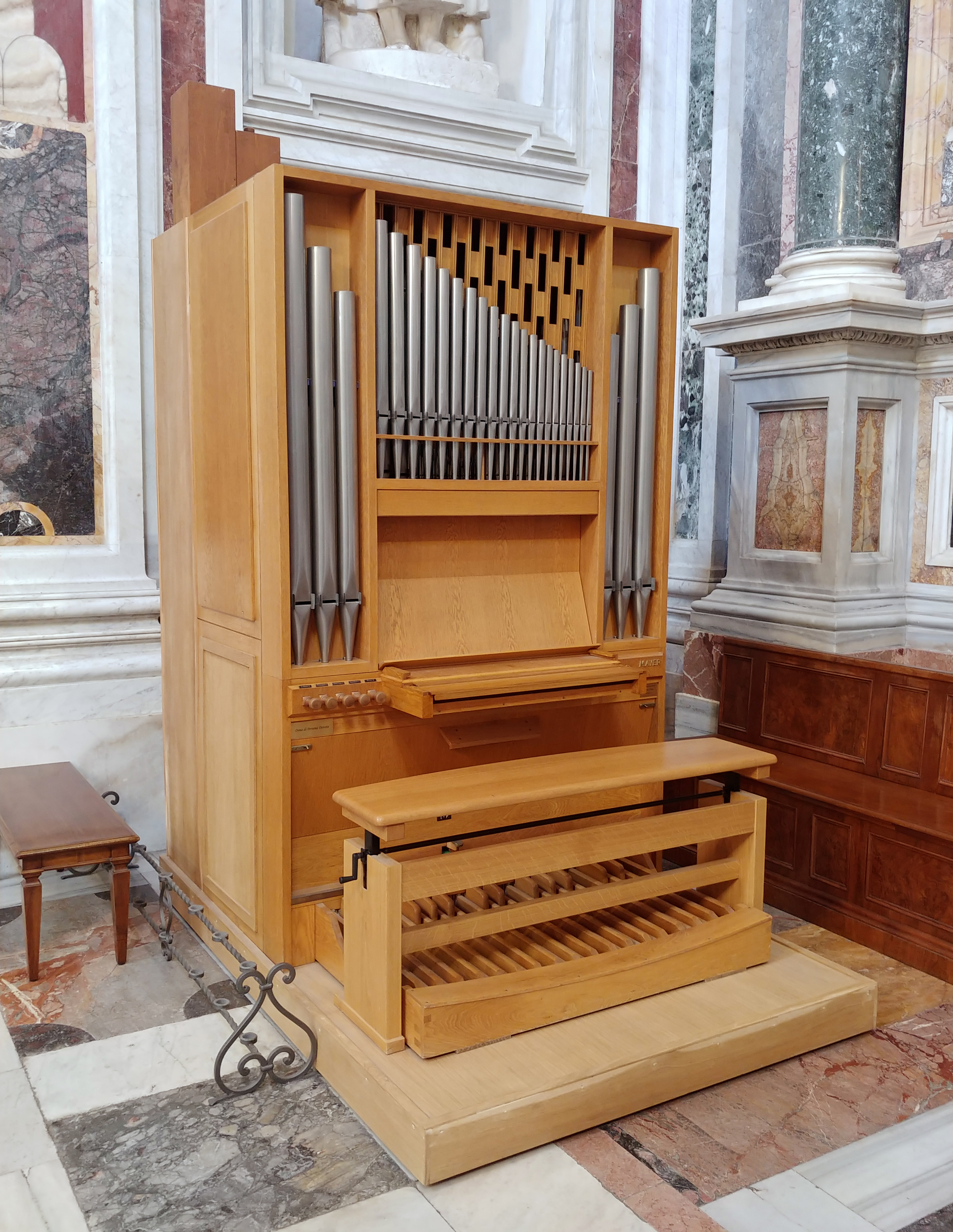
L'organo della cappella Sistina

Dal 2017 è stato collocato un organo positivo meccanico di manifattura tedesca realizzato nel 1980 dalla ditta Mayer. La Bottega Organaria Pronestí si è occupata del ripristino generale, riassemblaggio su pedana mobile e nuova intonazione in funzione dell'acustica presente. Lo strumento ha una tastiera unica di 56 tasti e la pedaliera dritta-concava di 30 note. Dispone di un somiere a tiro e registri meccanici. La disposizione fonica è la seguente: 
| Manuale   |       |
| Gedackt   | 8'    |
| Principal | 4'    |
| Rohrflöte | 4'    |
| Waldflöte | 2'    |
| Mixtur    | III-V |

| Pedale  |     |
| Subbass | 16' |

## Organo della cappella Sforza

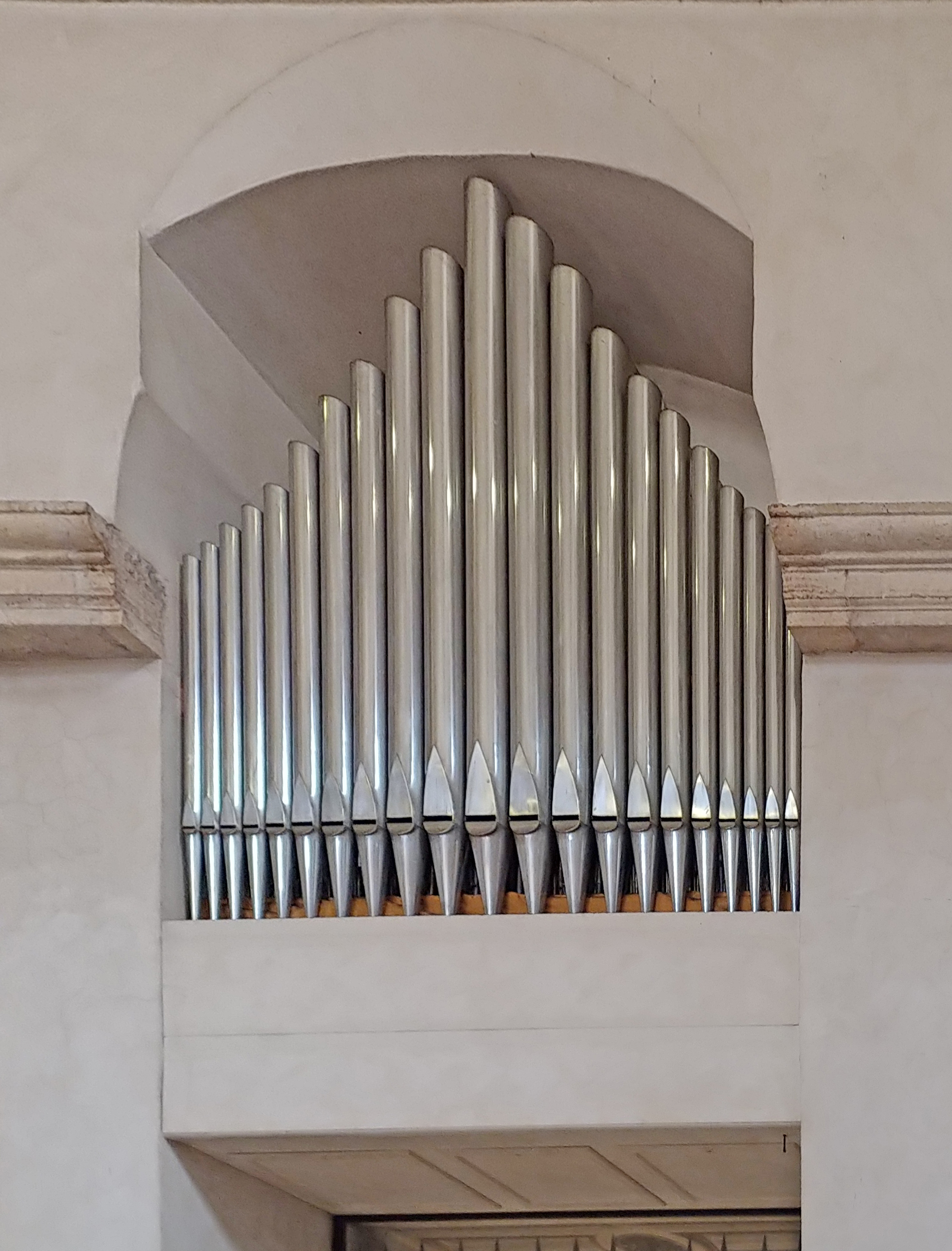
Organo della Cappella Sforza

L'organo della cappella Sforza fu realizzato nell'anno 1900 dalla ditta Anneessens & Ruyssers e collocato entro una cassa in stile barocco posta sopra la porta d'accesso alla cappella nell'apposita cantoria. Durante i restauri della basilica in vista del Giubileo del 2000, la cantoria è stata demolita e l'organo ricostruito soltanto nel 2005 da Francesco Zanin, recuperando le parti rimaste dallo strumento originario e collocandolo in una nicchia sulla parete destra. L'attuale (2020) strumento, a trasmissione elettronica, ha una tastiera di 56 note ed una pedaliera di 27 ed ha la seguente disposizione fonica:
| Manuale   |    |
| Montre    | 8' |
| Prestant  | 4' |
| Doublette | 2' |
| Forniture |    |
| Violon    | 8' |
| Bourdon   | 8' |

| Pedale   |     |
| Susbasse | 16' |